# Judikani
Die Judikan (kurdisch: Cûdikan) sind ein kleiner Kurdenstamm in der Provinz Konya. Ihr Dialekt, den der kurdische Schriftsteller Mehrdad Izady als Cudikani bezeichnet, wird sowohl von ihnen selbst als auch von ihren Nachbarn Reşoyî genannt; er wird dem Kurmandschi zugeordnet.
Der Name Reşoyî leitet sich von der Konföderation kurdischer Stämme der Reşîwan in Mittelanatolien ab.